# Androzeugma subacuta
Androzeugma subacuta är en fjärilsart som beskrevs av Louis Beethoven Prout 1935. Androzeugma subacuta ingår i släktet Androzeugma och familjen mätare. Inga underarter finns listade i Catalogue of Life.